# Unterm Dirndl wird gejodelt
Unterm Dirndl wird gejodelt ist eine deutsche Softsexfilmkomödie aus dem Jahre 1973 des Genrespezialisten Alois Brummer.

## Handlung
Die mäßig begabte Oberstufenschülerin Heidi lebt zunächst bei ihren Verwandten in München, dann bei ihren Eltern in den Bergen und schließlich wieder in München bei ihrer Freundin Inge. Zusammen mit Inge beginnt sie eine Laufbahn bei der Polizei. Überall kommt es zu intensiven Liebesabenteuern.

## Produktionsnotizen
Unterm Dirndl wird gejodelt wurde 1973 in München und anderen bayerischen Lokalitäten gedreht und am 29. November 1973 uraufgeführt.

## Kritiken
Das Lexikon des Internationalen Films schimpfte über diese „bayerische Sexposse voller Zoten, Stammtisch- und Kasernenstubenwitzen und genreüblicher Sex-Akrobatik. Ein in jeder Hinsicht letztklassiger Film.“ Die Süddeutsche Zeitung befand noch im Jahre 2012: „Die Filmindustrie hat das erotische Potential des Trachtengewands mit schwitzigen Streifen wie ‚Unterm Dirndl wird gejodelt‘ total verfehlt.“ Und die B.Z. urteilte vier Jahre zuvor über diesen Streifen schmallippig: „Billiges Sexfilmchen der siebziger Jahre.“

„Geistreich sind’s nicht, meine Filme, aber geistreiche Filme sind auch kein Geschäft.“